# 광주초등학교 축구부
광주초등학교 축구부(영어: Gwanju Elementary School Football Club)는 대한민국 경기도 광주시에 있는 초등학교 축구부이다. 광주초등학교가 운영하는 축구부로, 1982년에 창단 되었다.

## 시즌별 성적
2012 초등리그 경기 남동권역 우승
2015 초등리그 걍기권역 우승
2015 초등리그 왕중왕전 준우승
2017 화랑대기전국유소년축구대회 U12 3위,U11준우승
2019 화랑대기전국유소년축구대회 3위

## 참고 자료
- “KFA 통합경기정보 시스템”. 대한축구협회.

## 같이 보기
- 광주초등학교